# Damián Escudero
Pour les articles homonymes, voir Escudero.
Damián Escudero, né le 20 avril 1987 à Rosario, est un footballeur argentin.

## Statistiques détaillées
| Saison                | Club                  | Championnat           | Championnat | Championnat | Coupe(s) nationale(s) | Coupe(s) nationale(s) | Compétition(s) continentale(s) | Compétition(s) continentale(s) | Compétition(s) continentale(s) | Total | Total |
| Saison                | Club                  | Division              | M.          | B.          | M.                    | B.                    | Comp.                          | M.                             | B.                             | M.    | B.    |
| 2005 - 2006           | Vélez Sarsfield       | 1                     | 9           | 0           | -                     | -                     | CL                             | 3                              | 2                              | 12    | 2     |
| 2006 - 2007           | Vélez Sarsfield       | 1                     | 32          | 5           | -                     | -                     | CL                             | 8                              | 4                              | 40    | 9     |
| 2007 - 2008           | Vélez Sarsfield       | 1                     | 29          | 6           | -                     | -                     | -                              | -                              | -                              | 29    | 6     |
| 2008 - 2009           | Real Valladolid       | 1                     | 15          | 0           | 4                     | 1                     | -                              | -                              | -                              | 19    | 1     |
| 2009 - 2010           | Villarreal            | 1                     | 13          | 1           | 3                     | 0                     | C3                             | 4                              | 0                              | 20    | 1     |
| 2010 - 2011           | Boca Juniors          | 1                     | 13          | 0           | -                     | -                     | -                              | -                              | -                              | 13    | 0     |
| 2011                  | Grêmio                | 1                     | 31          | 4           | -                     | -                     | CL                             | 6                              | 0                              | 37    | 4     |
| 2012                  | Atlético Mineiro      | 1                     | 11          | 3           | 3                     | 0                     | -                              | -                              | -                              | 14    | 3     |
| Total sur la carrière | Total sur la carrière | Total sur la carrière | 153         | 19          | 10                    | 1                     | -                              | 21                             | 6                              | 184   | 26    |

## Palmarès
- Avec l'Atlético Mineiro :
  - Champion du Minas Gerais en 2012.